# پهن‌نوک سبز آفریقایی
پهن‌نوک سبز آفریقایی (نام علمی: Pseudocalyptomena graueri) نام یک گونه از تیره پهن‌نوکان نمادین است.